# Boeing Model 95
El Boeing Model 95 fue un avión de correos biplano monomotor, construido por Boeing en los Estados Unidos a finales de la década de 1920 para complementar al Boeing Model 40 en sus rutas de correo aéreo.

## Desarrollo

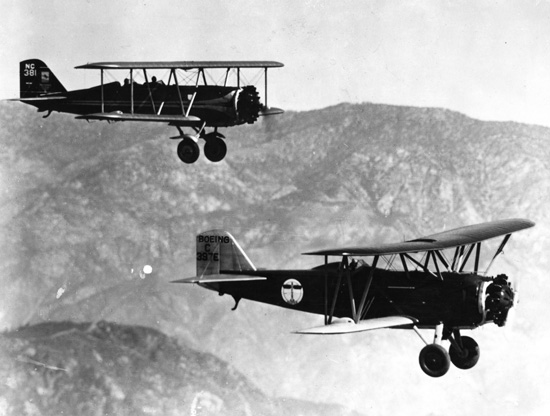
Boeing 95 delante y Boeing 40 detrás, en vuelo.

Aunque el Model 95 se parece al Model 40, era más grande y más sofisticado aerodinámicamente y estructuralmente, y estaba optimizado para carga en vez de para pasajeros. El fuselaje era más avanzado que el de su predecesor, gracias a los conocimientos que Boeing había aprendido de los fuselajes totalmente metálicos de los cazas P-12 y F4B, mientras que el ala mantenía una estructura simplificada.

## Historia operacional
La mayoría de los Boeing Model 95 fue usada durante toda su vida operacional en las rutas de correo aéreo de Boeing, aunque unos pocos encontraron otros operadores. Al menos uno fue utilizado por la Fuerza Aérea Hondureña como bombardero. Otro participó en una demostración de repostaje en vuelo organizada por Boeing en 1929, pero fracasó en sus dos intentos de realizar un viaje de punta a punta de los Estados Unidos sin aterrizar.

## Variantes
Model 95
Versión de producción estándar, certificado ATC 106, 25 construidos.
Model 95A
Versión equipada con el motor Pratt & Whitney Wasp, certificado ATC 2-411, uno construido.

## Operadores
Honduras
- Fuerza Aérea Hondureña

 Estados Unidos
- Boeing Air Transport
- National Air Transport

## Accidentes
- El 10 de enero de 1930, un Boeing 95 (registrado como NC420E) que volaba de Las Vegas a Salt Lake City, Utah, en una ruta de correos, se estrelló debido a la niebla y la nieve al sur de Cedar City. El piloto, Maury Graham, sobrevivió el accidente, pero murió al intentar salir de la zona. Sus restos se encontraron cinco meses más tarde.
- El 24 de mayo de 1931, un Boeing 95 de Pacific Air Transport (registrado como NC397E), se estrella contra una montaña cercana a Bellefonte, Pensilvania debido a la pobre visibilidad, muriendo el piloto.

## Especificaciones (Model 95)
Referencia datos: Boeing Aircraft since 1916

### Características generales
- Tripulación: Uno (piloto)
- Longitud: 9,7 m (31,9 ft)
- Envergadura: 13,5 m (44,2 ft)
- Altura: 3,7 m (12 ft)
- Superficie alar: 45,5 m² (490 ft²)
- Perfil alar: Boeing 109/106[2]
- Peso vacío: 1449,7 kg (3195,1 lb)
- Peso cargado: 2649 kg (5838,4 lb)
- Planta motriz: 1× motor radial de nueve cilindros refrigerado por aire Pratt & Whitney R-1690 Hornet.
  - Potencia: 391 kW (540 HP; 532 CV)

### Rendimiento
- Velocidad nunca excedida (Vne): 228,5 km/h (142 MPH; 123 kt)
- Velocidad crucero (Vc): 193,1 km/h (120 MPH; 104 kt)
- Alcance: 837 km (452 nmi; 520 mi)
- Techo de vuelo: 4877 m (16 000 ft)
- Régimen de ascenso: 4,8 m/s (949 ft/min)

## Aeronaves relacionadas

### Aeronaves similares
- Curtiss Falcon (avión de correos)
- Douglas M-2
- Pitcairn Mailwing
- Stearman M-2 Speedmail
- Stearman 4M

### Secuencias de designación
- Secuencia Numérica (interna de Boeing): ← 83 - 89 - 93 - 95 - 96 - 99 - 100 →